# St. Peter am Hart
St. Peter am Hart é um município da Áustria localizado no distrito de Braunau, no estado de Alta Áustria.